# Coalisland
Coalisland (irisch: Oileán an Ghuail) ist eine Kleinstadt in der historischen Grafschaft Tyrone in Nordirland.  Der Ort gehörte zum aufgelösten District Dungannon and South Tyrone und gehört seit 2015 zum District Mid Ulster. Der etwa vier Meilen vom Lough Neagh entfernte Ort hat laut dem United Kingdom Census 2011 eine Einwohnerzahl von etwa 5700 Menschen.

## Geschichte
Im späten 17. Jahrhundert wurden in East Tyrone Kohlevorkommen entdeckt. Während der Abbau der Ressource kein Problem darstellte, war es umso schwerer, die Kohle auf den Markt von Dublin zu bekommen. 1744 begann der Bau des Coalisland Canals, welcher die Abbaugebiete mit dem Lough Neagh verband. Im Rahmen der Bauarbeiten am Kanal wuchs das Dorf an.
Am 24. August 1968 veranstalteten die Campaign for Social Justice, die Northern Ireland Civil Rights Association sowie andere Gruppierungen den ersten Bürgerrechtsmarsch in Nordirland, welcher in Coalisland startete und in Dungannon endete. Obwohl der Protestmarsch eigentlich verboten war, fand er statt und verlief ohne Zwischenfälle. Die Öffentlichkeit ermutigte anschließend andere Protestgruppen, Niederlassungen der Northern Ireland Civil Rights Association zu bilden.
Während des 20. Jahrhunderts galt der Ort als Hochburg der Irish Republican Army, da es viele Verbindungen zu Republikanern gab. Während des Nordirlandkonflikts wurden in oder in der Nähe von Coalisland zwischen 1969 und 2011 insgesamt 20 Personen erschossen. Acht davon wurden von Angehörigen der britischen Streitkräfte getötet, sieben davon waren Mitglieder der Provisional Irish Republican Army und der achte ein katholischer Zivilist. Die IRA tötete darauf unabhängig voneinander fünf britische Soldaten, drei Polizisten der Royal Ulster Constabulary, einen ehemaligen Soldaten des Ulster Defence Regiments sowie zwei katholische Zivilisten. Des Weiteren wird die Ulster Volunteer Force für einen Mord an einem katholischen Zivilisten in dem nahen Dorf Aughamullan verantwortlich gemacht.

## Der Ort

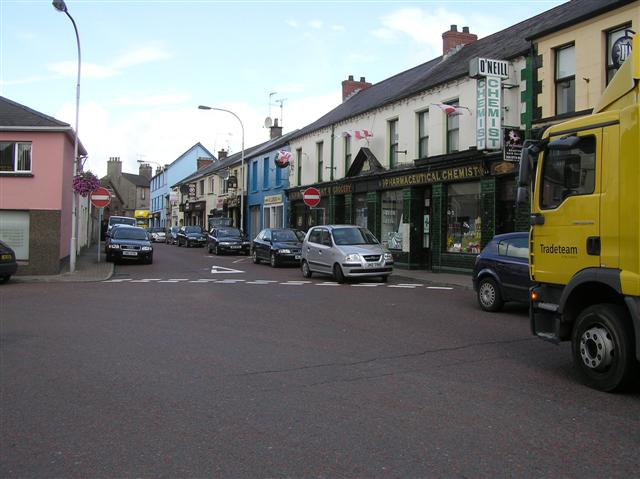
Die Hauptstraße von Coalisland

Mit dem Craig Theatre and Arts Centre gibt es einen für die Öffentlichkeit frei zugänglichen Ort. Des Weiteren gibt mit Coalisland Na Fianna einen lokalen Verein der Gaelic Athletic Association sowie neben einer Gaelscoil zwei Grundschulen und eine High School.

### Verkehr
Die Stadt war an den Coalisland Canal angebunden, welcher jedoch momentan verfallen ist. Um eine Restaurierung zu ermöglichen, wurde eine Kampagne begonnen.
Am 28. Juli 1897 wurde der Bahnhof Coalisland eröffnet, welcher am 16. Januar 1956 für den Personenverkehr und am 5. Oktober 1959 für den Güterverkehr geschlossen wurde. Die finale Schließung des Bahnhofes fand am 1. April 1965 statt. Mit Ausnahme einer Brücke über die Derry Road, ein alter Güterschuppen sowie mit Pflanzen überwachsene Plattformen gibt es von der Eisenbahn keinerlei Überreste mehr. Aktuell wird die Stadt durch mehrere Busanbindungen durch Ulsterbus angebunden.

### Bevölkerung
| 1841 | 1851 | 1861 | 1871 | 1881 | 1891 | 2011  |
| ---- | ---- | ---- | ---- | ---- | ---- | ----- |
| 451  | 627  | 661  | 598  | 677  | 785  | ≈5700 |

Quelle:

## Persönlichkeiten
- Austin Currie (1939–2021); Politiker von Fine Gael
- Denis Haughey (* 1944); Politiker der Social Democratic and Labour Party
- Dennis Taylor (* 1949); Snookerspieler und -weltmeister 1985
- Michelle O’Neill (* 1977); Politikerin von Sinn Féin
- Nathan Rafferty (* 2000), Dartspieler